# Busti (Nueva York)
Busti es un pueblo ubicado en el condado de Chautauqua en el estado estadounidense de Nueva York. En el año 2000 tenía una población de 7.760 habitantes y una densidad poblacional de 62.7 personas por km².

## Geografía
Busti se encuentra ubicado en las coordenadas 42°4′58″N 79°19′26″O / 42.08278, -79.32389.

## Demografía
Según la Oficina del Censo en 2000 los ingresos medios por hogar en la localidad eran de $41,450, y los ingresos medios por familia eran $47,798. Los hombres tenían unos ingresos medios de $38,750 frente a los $26,148 para las mujeres. La renta per cápita para la localidad era de $22,602. Alrededor del 6.2% de la población estaban por debajo del umbral de pobreza.